# Euphoria monticola
Euphoria monticola är en skalbaggsart som beskrevs av Bates 1889. Euphoria monticola ingår i släktet Euphoria och familjen Cetoniidae. Inga underarter finns listade i Catalogue of Life.